# Un raisin au soleil (film, 1961)
Pour les articles homonymes, voir Un raisin au soleil.
Pour plus de détails, voir Fiche technique et Distribution.
Un raisin au soleil (A Raisin in the Sun) est un film dramatique américain réalisé par Daniel Petrie, sorti en 1961.
Il s'agit d'une adaptation de la pièce du même nom écrite par la dramaturge Lorraine Hansberry et jouée pour la première fois à Broadway en 1959.
Depuis 2005, le film est classé pour conservation au National Film Registry de la Bibliothèque du Congrès, en raison de son importance culturelle.

## Synopsis
Au cours des années 1950, une famille pauvre afro-américaine, les Younger, vit dans un petit appartement d'un quartier sud de Chicago. La mère, Lena (veuve), reçoit un jour un chèque de 10 000 dollars, montant d'une assurance-vie que son époux avait contractée. Chacun fait alors des projets : la mère souhaite acquérir une maison dans un quartier résidentiel ; son fils, Walter Lee, voudrait monter un commerce d'alcool ; l'épouse de ce dernier, Ruth, y voit l'occasion de vivre plus décemment et d'élever convenablement leur fils ; Beneatha, la jeune sœur de Walter Lee, pourrait ainsi entamer des études de médecine.

## Fiche technique
- Titre : Un raisin au soleil
- Titre original : A Raisin in the Sun
- Réalisateur : Daniel Petrie
- Scénario : Lorraine Hansberry, d'après sa pièce éponyme (en), créée à Broadway en 1959
- Musique : Laurence Rosenthal
- Directeur de la photographie : Charles Lawton Jr.
- Directeur artistique : Carl Anderson
- Décors de plateau : Louis Diage
- Montage : William A. Lyon et Paul Weatherwax
- Producteurs : Ronald H. Gilbert, Philip Rose et David Susskind, pour Columbia Pictures
- Genre : Film dramatique / Chronique de mœurs
- Format : noir et blanc
- Durée : 128 minutes
- Dates de sortie :
  - États-Unis : 29 mai 1961
  - France : Présentation au Festival de Cannes 1961 (où le 'prix Gary Cooper' est remis à Daniel Petrie pour ce film)

## Distribution
- Sidney Poitier (*) : Walter Lee Younger
- Claudia McNeil (*) : Lena Younger
- Ruby Dee (*) : Ruth Younger
- Diana Sands (*) : Beneatha Younger
- Ivan Dixon	(*) : Joseph Asagai
- John Fiedler (*) : Karl Lindner
- Louis Gossett (*) : George Murchison
- Stephen Perry : Travis Younger
- Joel Fluellen : Bobo
- Louis Terrel : Herman
- Roy Glenn : Willie Harris
- Bob Sweeney (non crédité) : un agent d'assurances

(*) : Acteurs reprenant leurs rôles respectifs, à la création de la pièce à Broadway.

## Nominations et récompense
- 1961 : Festival de Cannes :
  - Palme d'or pour le film (nomination) ;
  - Prix Gary Cooper pour le film, remis à Daniel Petrie (récompense ; prix spécial).
- 1962 : Golden Globe :
  - Du meilleur acteur, pour Sidney Poitier (nomination) ;
  - Et de la meilleure actrice, pour Claudia McNeil (nomination).
- 1962 : British Academy Film Award :
  - Du meilleur acteur, pour Sidney Poitier (nomination, dans la catégorie 'acteur étranger') ;
  - Et de la meilleure actrice, pour Claudia McNeil (nomination, dans la catégorie 'actrice étrangère').